# لینا پلسیوتشنیگ
لینا پلسیوتشنیگ (انگلیسی: Lena Plesiutschnig؛ زادهٔ ۴ اکتبر ۱۹۹۳) بازیکن والیبال، و بازیکن والیبال ساحلی زن اهل اتریش است.